# Lincoln County (Mississippi)
Lincoln County is een county in de Amerikaanse staat Mississippi.
De county heeft een landoppervlakte van 1.517 km² en telt 33.166 inwoners (volkstelling 2000). De hoofdplaats is Brookhaven.